# Circonvallazione interna di Londra

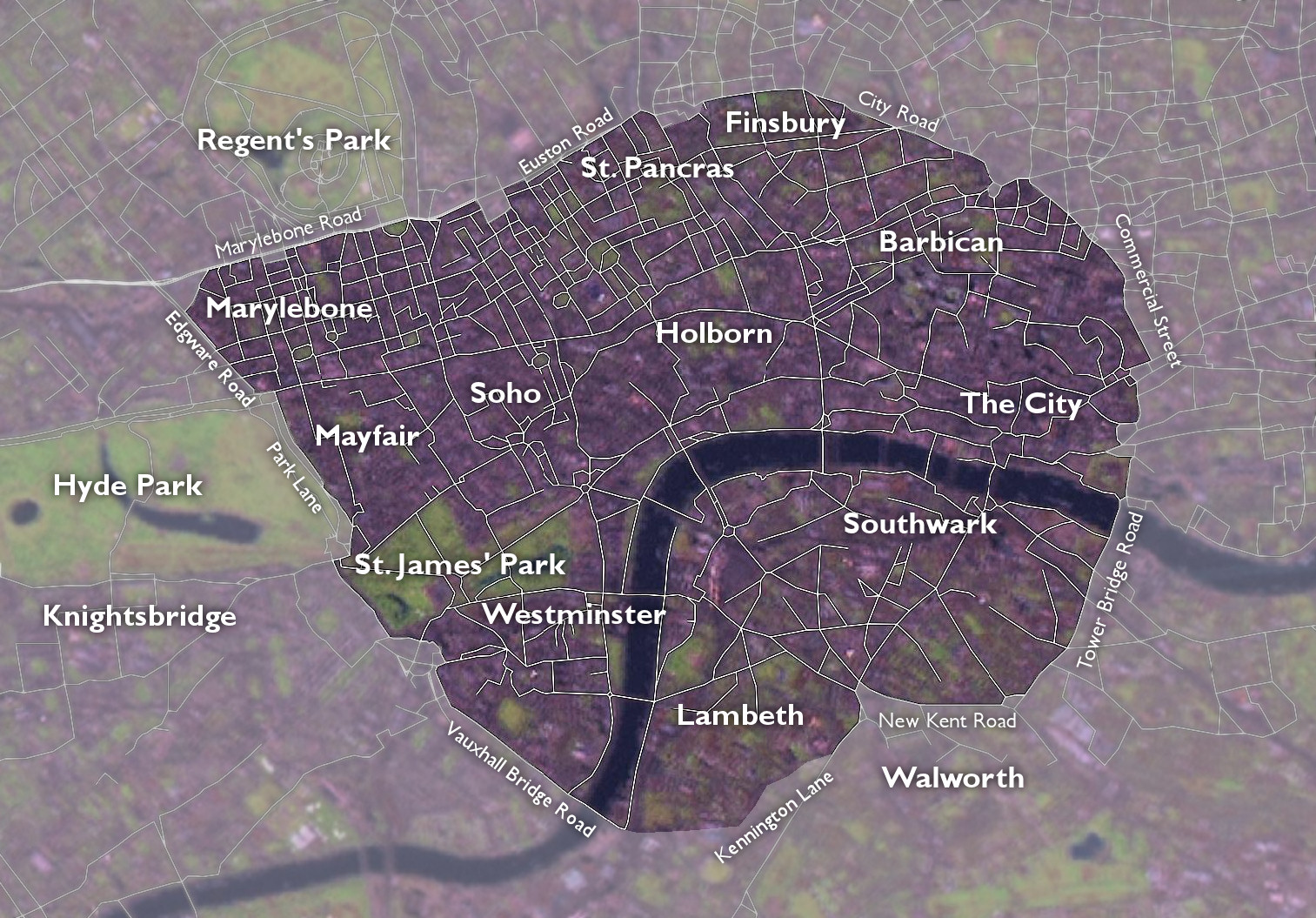
All'interno della circonvallazione interna di Londra si applica la tassa sulla congestione.

La Circonvallazione interna di Londra (London Inner Ring Road, o Ring Road) è un percorso di 12 miglia (19 km) formato da una serie di strade principali che circondano il centro di Londra. La circonvallazione segna il confine della zona a traffico limitato di Londra, ma è esclusa dal pagamento del pedaggio.
Partendo dal punto più a nord e procedendo in senso orario, le strade che formano il confine sono Pentonville Road, City Road, Old Street, Great Eastern Street, Commercial Street, Mansell Street, Tower Bridge, Tower Bridge Road, New Kent Road, Elephant & Castle, Kennington Lane, le strade che formano il sistema a senso unico di Vauxhall Cross e Vauxhall Bridge, Vauxhall Bridge Road, le strade che formano il sistema a senso unico di Victoria, Grosvenor Place, Park Lane, Edgware Road, Old Marylebone Road, Marylebone Road e Euston Road.
Il percorso è definito come circonvallazione "interna" perché esistono altri due insiemi di strade che fungono da tangenziali. Le strade circolari nord e sud insieme formano la seconda circonvallazione intorno a Londra, per un totale di circa 46 miglia (74 km), mentre la terza tangenziale è l'autostrada M25, la strada più esterna a circondare la metropoli, ed è lunga 117 miglia (188 km). 
I progetti per la creazione di una circonvallazione interna furono presentati da Patrick Abercrombie  negli anni '40 del XX secolo, nel Piano della Contea di Londra.

## Strade che la compongono
La circonvallazione è definita una "Ring Road" ed è formata dalle seguenti strade principali.

### New Road
La costruzione della New Road da Paddington a Islington iniziò nel 1756 per diminuire il traffico nella zona abitata di Londra. All'epoca, i distretti di Marylebone, Fitzrovia e Bloomsbury si trovavano all'estremità settentrionale della città ed erano edificati solo verso sud. La New Road attraversava i campi a nord di questi tre quartieri. 
Qualche anno dopo, nel 1761, venne ulteriormente prolungata con la costruzione della City Road per continuare il percorso della New Road verso est fino al confine settentrionale della City di Londra.
La strada è ora una delle arterie più trafficate della città. Va da Edgware Road a ovest fino ad Angel, a est. Dopo essere stata rinominata nel 1857, la sezione occidentale tra Edgware Road e Great Portland Street è nota come Marylebone Road, la sezione centrale tra Great Portland Street e King's Cross è conosciuta come Euston Road e la sezione orientale da King's Cross a The Angel si chiama Pentonville Road.

### Pentonville Road

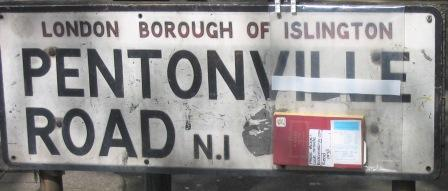
Un malconcio segnale stradale

Pentonville Road corre da ovest a est da King's Cross alla City Road. La maggior parte della strada si trova nel quartiere di Islington, ma una piccola parte vicino a King's Cross appartiene al  quartiere di Camden, incluso un ingresso alla stazione della metropolitana di King's Cross St Pancras presso l'ex stazione di King's Cross Thameslink. L'attuale denominazione risale al  1857.
La strada ospita vari studentati, tra cui la Dinwiddy House (che appartiene alla SOAS), la Paul Robeson House e il Nido Student Living. Gli spazi verdi sono il Joseph Grimaldi Park e Claremont Square, che però non è aperto al pubblico.
Pentonville Road si distingue per le linee residenziali "arretrate", originariamente studiate per fornire un'atmosfera di spaziosità lungo l'arteria. È una delle location della versione britannica del gioco da tavolo Monopoly, che ha vari nomi di luoghi londinesi.
Pentonville Road è anche uno dei tanti toponimi londinesi menzionati nella canzone "Transmetropolitan" dei Pogues.

### Mansell Street
Mansell Street è una breve via che, per gran parte della sua lunghezza, segna il confine tra la City di Londra e il quartiere di Tower Hamlets, sebbene la parte più meridionale sia interamente a Tower Hamlets. Va da Aldgate verso sud fino alla Torre di Londra. La parte settentrionale, a nord dell'incrocio con Goodmans Yard e Prescot Street, è percorribile a senso unico in direzione nord, mentre la parte meridionale è percorribile a senso unico in direzione sud.

### Tower Bridge Road

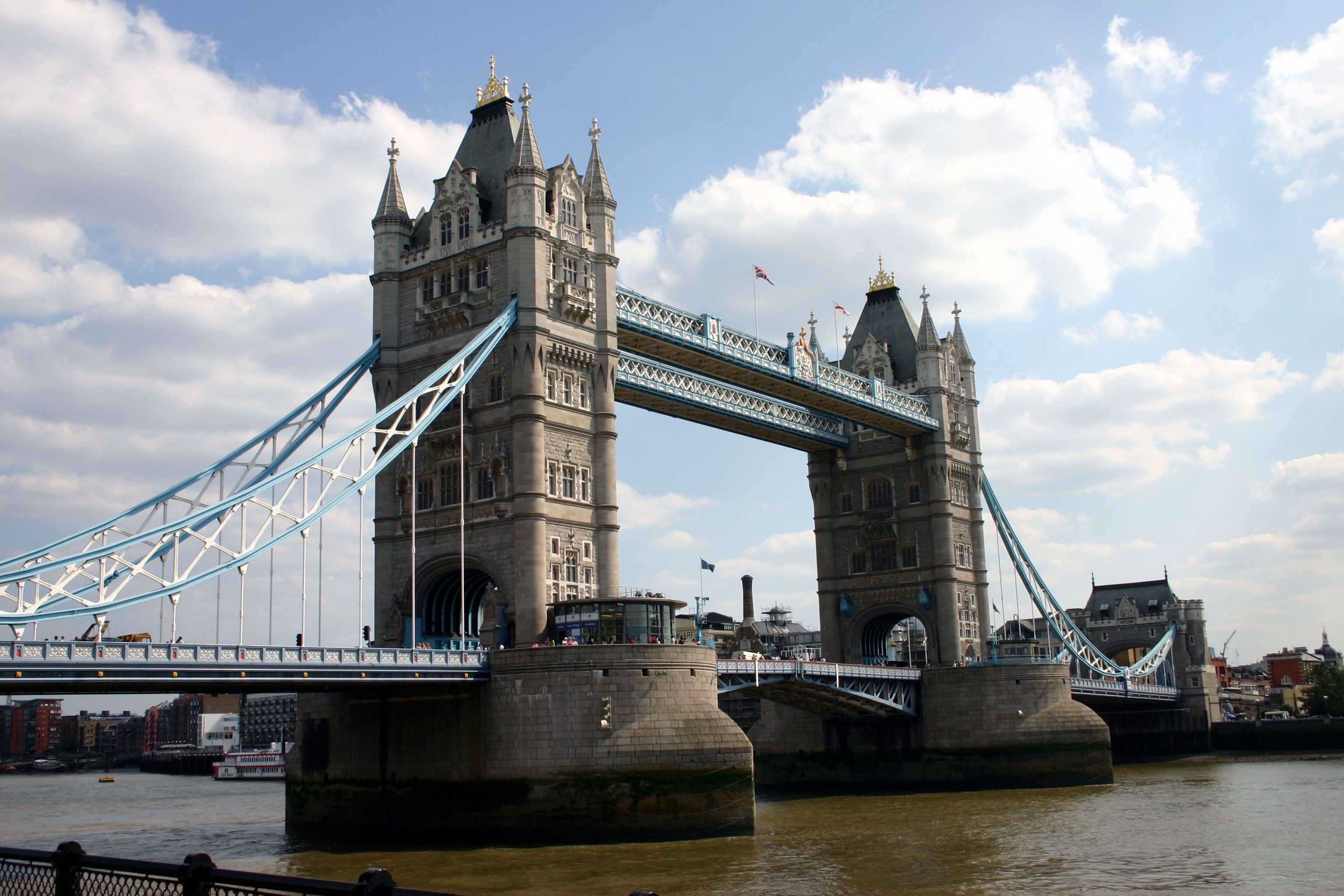
Tower Bridge

Tower Bridge Road è una strada a Bermondsey nel quartiere  di Southwark, che corre da nord a sud e collega la rotatoria e il cavalcavia di Bricklayers Arms all'estremità meridionale (New Kent Road e Old Kent Road) al Tower Bridge e attraverso il Tamigi all'estremità settentrionale. Si collega anche a Long Lane.
La strada è ricca di negozi di antiquari e rigattieri. A Bermondsey Square ogni venerdì mattina si tiene un mercato "dell'antiquariato", noto come Mercato di Bermondsey, anche se il nome ufficiale è Nuovo mercato della Caledonia.
Verso l'estremità meridionale ci sono vari negozi, pub e gastronomie take away.

### Kennington Lane
Kennington Lane è una strada statale (la A3204) che va da Elephant & Castle a est a Vauxhall a ovest.
Partendo dall'Elephant, Kennington Lane si separa dalla A3 tramite un incrocio a Y, dove Newington Butts diventa Kennington Park Road. Dirigendosi poi verso sud-ovest, la strada attraversa  la A23 Kennington Road, prima di raggiungere il sistema a senso unico di Vauxhall, dove convergono la A3036, la A202, Durham Street e Harleyford Road, la A203 e la A3205.

### Vauxhall Bridge Road

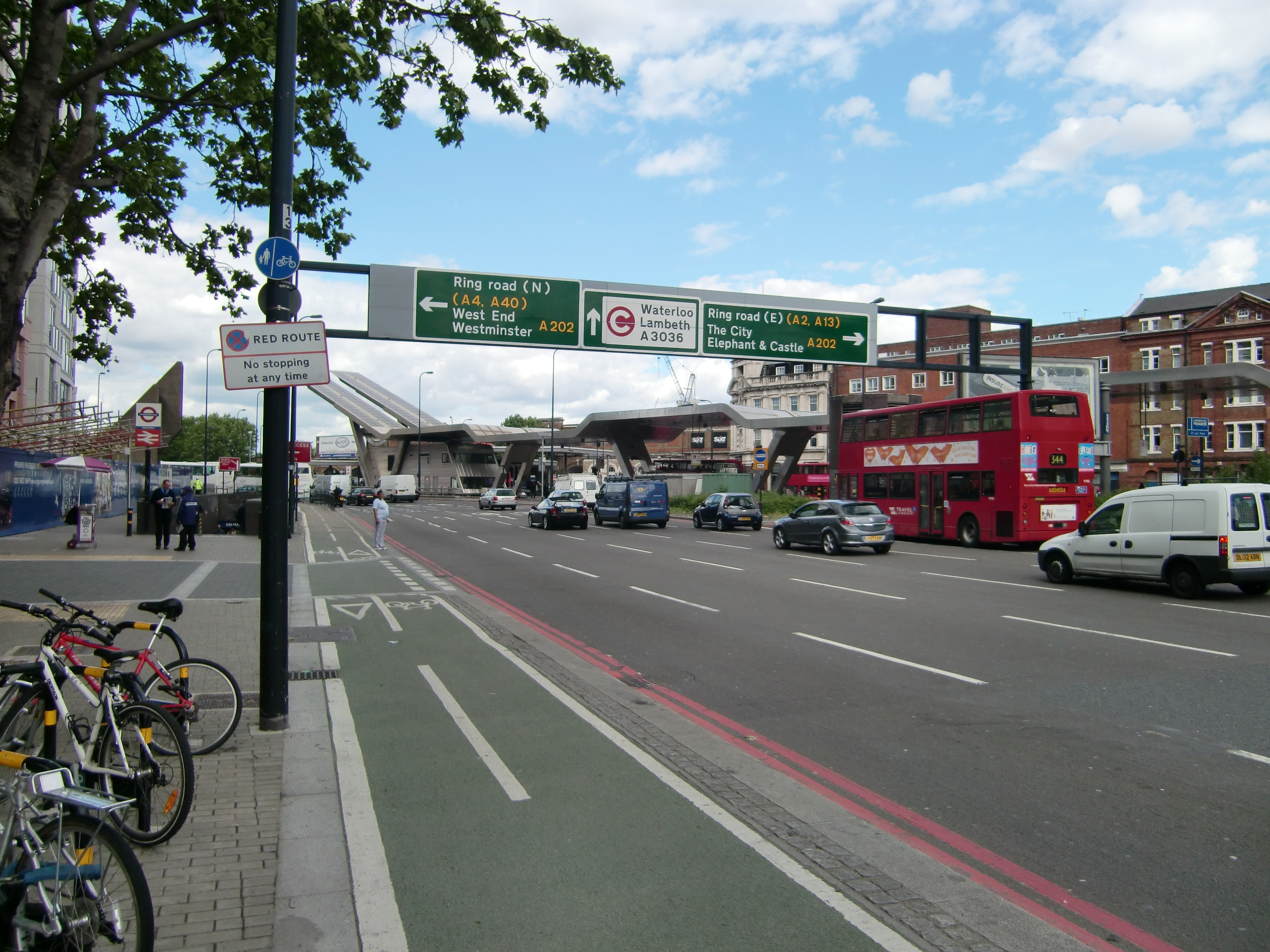
Il Vauxhall Cross nei pressi della circonvallazione.

Vauxhall Bridge Road corre da sud-est a nord-ovest da Vauxhall Cross, oltre il Tamigi, fino alla stazione Victoria. Subito dopo la stazione della metropolitana di Vauxhall, la strada passa a fianco del quartier generale del MI6, per poi attraversare il ponte. La sezione immediatamente dopo il ponte di Vauxhall a nord del Tamigi si chiama Bessborough Gardens ed ospita l'ambasciata della Lituania.

### Sistema a senso unico di Victoria
Il sistema a senso unico di Victoria si trova di fronte alla stazione Victoria. In senso orario, comprende Lower Grosvenor Place, Bressenden Place e l'estremità ovest di Victoria Street.